# Barbara Palmer
Barbara Palmer, z domu Villiers (ur. 12 maja 1641, zm. 9 października 1709) – angielska arystokratka, kochanka króla Karola II Stuarta. Była jedynym dzieckiem Williama Villiersa, 2. wicehrabiego Grandison, i Mary Bayning, córki 1. wicehrabiego Bayning.

## Życiorys
Wcześnie straciła ojca, który zginął w 1643 r. walcząc po stronie rojalistów w wojnie domowej. Wyrosła na kobietę słynną z urody i licznych romansów. Jej pierwszym kochankiem był Philip Stanhope, 2. hrabia Chesterfield. Barbara poślubiła 14 kwietnia 1659 r. Rogera Palmera (1634–1705), syna sir Jamesa Palmera i Catherine Herbert, córki 1. markiza Powis. Małżeństwo to nie było udane i już w 1662 r. małżonkowie znaleźli się w separacji.
Od 1660 r. była kochanką króla Karola II, który w 1661 r. nadał jej mężowi tytuł hrabiego Castlemaine, a w 1670 r. Barbara została parem sou iure jako księżna Cleveland. Urodziła sześcioro dzieci, które zostały uznane przez króla:
- Anna Palmer (Fitzroy) (25 lutego 1661 – 16 maja 1722), żona Thomasa Lennarda, 1. hrabiego Sussex, lorda Teyhnama i Roberta Moore'a;
- Charles FitzRoy (18 czerwca 1662 – 9 września 1730), 2. książę Cleveland i 1. książę Southampton;
- Henry FitzRoy (28 września 1663 - 9 października 1690), 1. książę Grafton;
- Charlotte FitzRoy (5 września 1664 – 17 lutego 1718), żona Edwarda Lee, 1. hrabiego Lichfield;
- George FitzRoy (28 grudnia 1665 – 28 czerwca 1716), 1. hrabia Northumberland i 1. książę Northumberland;
- Barbara FitzRoy (16 lipca 1672 – 6 maja 1737), została uznana przez Karola II, ale niektórzy twierdzą, że jej prawdziwym ojcem był John Churchill, 1. książę Marlborough.

Barbara rychło stała się wpływową osobą na królewskim dworze. Jej przeciwnikiem stał się główny doradca królewski, Edward Hyde, 1. hrabia Clarendon, który sprzeciwiał się mianowaniu Barbary Lady Bedchamber królowej Katarzyny. W grudniu 1663 r. Barbara ogłosiła swoją konwersję na katolicyzm. Prowadziła rozrzutny tryb życia. Korzystała z podarków od Hiszpanii i Francji oraz z pieniędzy z Prywatnej Szkatuły królewskiej.
Z biegiem czasu jej wpływ na Karola zaczął słabnąć. Król dobierał sobie nowe kochanki, Barbara również nawiązywała nowe romanse. Jej kochankami zostali m.in. akrobata Jacob Hall oraz jej kuzyn John Churchill. Na mocy uchwalonego w 1673 r. Test Act Barbara, jako katoliczka, utraciła stanowisko Lady Bedchamber. Przestała również być kochanką króla. Po śmierci męża w 1705 r. Poślubiła generała-majora Roberta Feildinga. Zmarła w 1709 r.